# 阿比亞·阿克拉姆
阿比亞·阿克拉姆（1985年—）是巴基斯坦障礙者權利運動者。她是全巴基斯坦障礙婦女論壇的發起人，也是巴基斯坦以及亞太地區障礙者權利運動障礙者權利的領導者。她被選為2021年BBC 巾帼百名之一。 

## 生平
阿比亞·阿克拉姆生於巴基斯坦伊斯蘭堡，和父母與手足生活在一起。 她出生時患有遺傳性的佝僂病，並因此需要使用輪椅。 她在一間為障礙者提供教育的教育中心受教，之後才開始到一般學校上學，畢業時獲得最高榮譽。 在一般學校的求學時光，她理解到教師普遍缺乏知識，以及針對教師們的系統化訓練的重要性。1997年她參與障礙者的組織， 並為障礙婦女論壇募款， 為了做出改變而努力。她參與Handicap International(現名為 Humanity & Inclusion)，成立老年化和障礙工作小組，小組是由十二個組織組成的聯盟，所有這些組織都致力於將老年化和障礙問題納入人道主義機構的主流。 2010年巴基斯坦洪災期間，作為老化和障礙問題工作組的協調員，阿克拉姆發揮了核心作用，確保障礙者包容性（disability inclusiveness）涵蓋於聯合國在該國的人道主義緊急應對措施之中。
阿克拉姆被公認為巴基斯坦以及亞洲和太平洋地區障礙者權利運動的領導者。她是全巴基斯坦障礙婦女論壇的領導者及發起人。 她也是 (Special Talent Exchange Program, STEP) 及亞太聯合障礙婦女 (Asia Pacific Women with Disabilities United, APWWDU) 的創始成員與協調人。 此外，她也是聯合國兒童基金會身心障礙兒童全球夥伴關係主席， 以及國際障礙組織 亞太地區婦女協調員。 她也是第一位被提名為英聯邦青年障礙論壇 ( 協調員的巴基斯坦女性，以及第一位女性身障者。
她於2011年獲得英國華威大學性別與國際發展文學碩士學位。 她也曾在日本進行研究工作。 她是巴基斯坦第一位獲得志奮領獎學金的女性身障者。 她被評選為 2021 年 BBC 巾幗百名之一。